# Palestina (kommun i Colombia, Huila, lat 1,62, long -76,12)
Palestina är en kommun i Colombia.   Den ligger i departementet Huila, i den sydvästra delen av landet, 400 km sydväst om huvudstaden Bogotá. Antalet invånare är 10 249.